# Stelgidopteryx serripennis
Stelgidopteryx serripennis е вид птица от семейство Лястовицови (Hirundinidae).

## Разпространение
Видът е разпространен в Американските Вирджински острови, Бахамските острови, Белиз, Гватемала, Канада, Кайманови острови, Коста Рика, Куба, Мексико, Никарагуа, Панама, Пуерто Рико, Салвадор, Сен Пиер и Микелон, САЩ, Търкс и Кайкос, Хаити, Хондурас и Ямайка.